# Egzerga

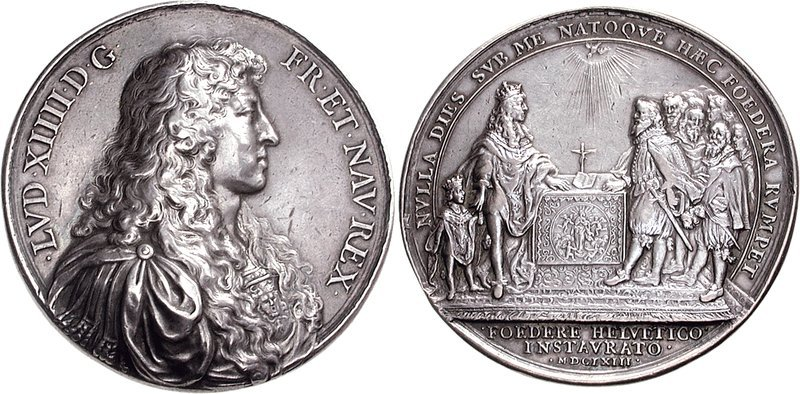
Rewersowa ekserga medalu Ludwika XIV (1663) zawierająca datę i dodatkową inskrypcję

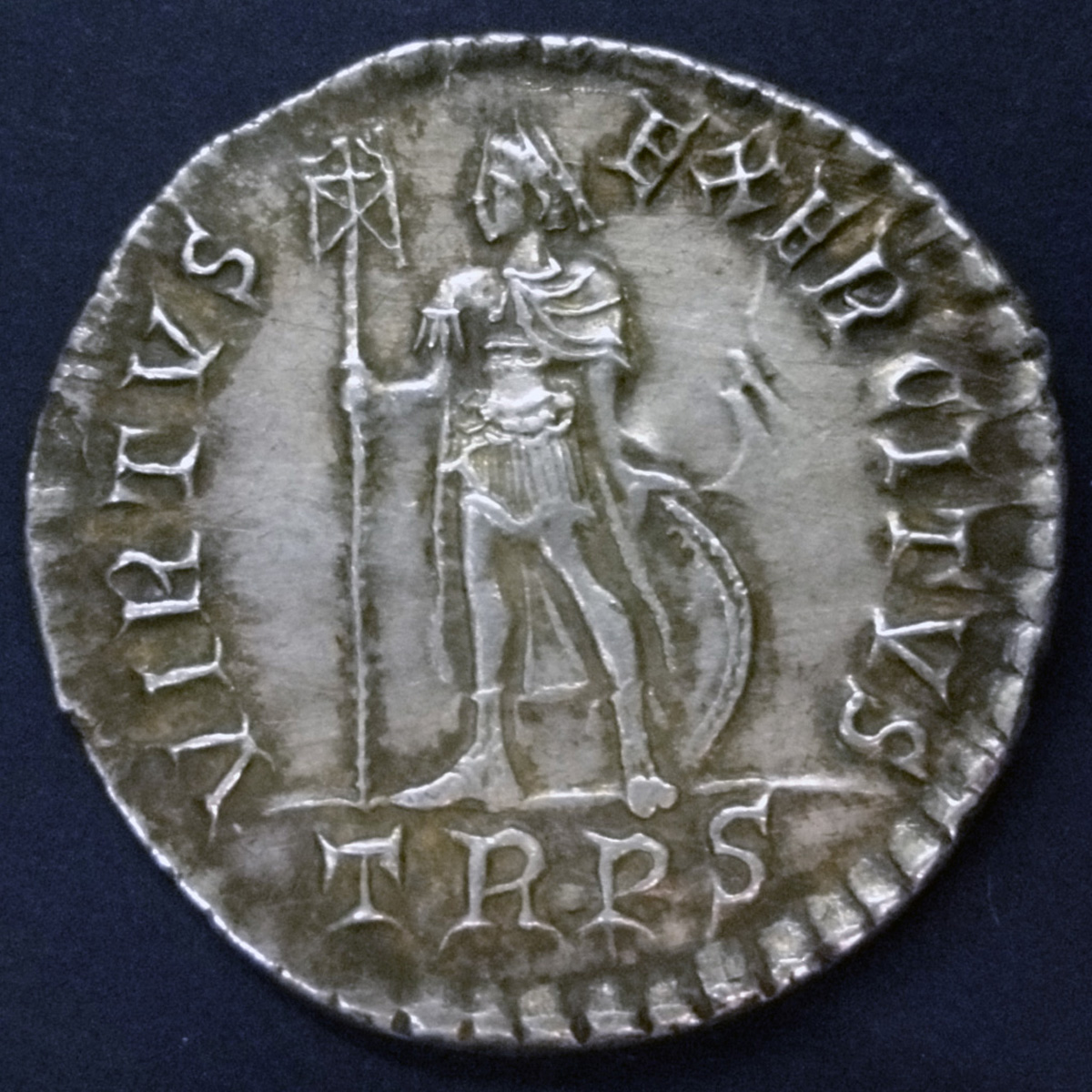
Ekserga rzymskiej monety Walentyniana II (kon. IV w.) z oznaczeniem mennicy i jakości kruszcu (TRPS)

Ekserga (łac. exergum od gr. εξεργον – dosł. „spoza dzieła”) albo egzerga (z wymowy fr. exergue) – dolna część pola monety, oddzielona od niego poziomą linią, zwaną cięciwą. 
Określana polskim terminem odcinek (zapożyczonym z niem. Abschnitt). Najczęściej znajdują się w nim oznaczenia mennicze (np. symbol mennicy, znak emisyjny, cyfra własna itp.) bądź data wybicia danego numizmatu; rzadziej bywa niewypełniony.